# História das cúpulas persas
A história das cúpulas persas ou cúpulas iranianas, têm uma origem antiga e uma história que se estende até à era moderna. O uso de cúpulas na antiga Mesopotâmia levou-se a cabo através de uma sucessão de impérios na região do Grande Irão.
Uma antiga tradição de carpas da audiência real que representam os céus se traduziu em cúpulas monumentais de pedra e tijolo devido à invenção da trompa de ângulo, um método confiável para sustentar a base circular de uma cúpula pesada sobre as paredes de uma câmara quadrada. As cúpulas construíram-se como parte de palácios reais, fortalezas e templos, entre outras estruturas.
Com a introdução do islão no século VII, a arquitectura das mesquitas e mausoléus também adoptou e desenvolveu estas formas. As inovações estruturais incluíam cúpulas pontiagudas, tambores, tectos cónicos, o uso de muqarnas, e formas bulbosas. Para decorar o exterior e as superfícies interiores utilizaram-se padrões decorativos de tijolo ou azulejos, e também mosaicos coloridos e pintados de azulejos.

## Bibliografía
- Ashkan, Maryam; Ahmad, Yahaya (novembro de 2009). «Persian Domes: History, Morphology, and Typologies». Archnet-IJAR (International Journal of Architectural Research). 3 (3): 98–115
- Born, Wolfgang (abril de 1944). «The Introduction of the Bulbous Dome into Gothic Architecture and its Subsequent Development». Medieval Academy of America. Speculum. 19 (2): 208–221. JSTOR 2849071. doi:10.2307/2849071
- Creswell, K. A. C. (janeiro de 1915). «Persian Domes before 1400 A.D.». The Burlington Magazine Publications, Ltd. The Burlington Magazine for Connoisseurs. 26 (142): 146–155. JSTOR 859853
- Creswell, K. A. C. (fevereiro de 1915). «Persian Domes before 1400 A.D. (conclusion)». The Burlington Magazine Publications, Ltd. The Burlington Magazine for Connoisseurs. 26 (143): 208–213. JSTOR 859962
- Gentry, T. Russell; Lesniewski, Anatoliusz "Tolek" (2011). «Structural Design and Construction of Brunelleschi's Duomo di Santa Maria del Fiore». Eleventh North American Masonry Conference (NAMC). Minneapolis, Minnesota. June 5–8, 2011 (PDF). [S.l.: s.n.]
- Grabar, Oleg (dezembro de 1963). «The Islamic Dome, Some Considerations». Journal of the Society of Architectural Historians. 22 (4): 191–198. doi:10.2307/988190
- Grabar, Oleg (março de 1990). «From Dome of Heaven to Pleasure Dome». Berkeley, CA: University of California Press. Journal of the Society of Architectural Historians. 49 (1): 15–21. JSTOR 990496. doi:10.2307/990496
- Lehmann, Karl (1945), «The Dome of Heaven», in:  Kleinbauer, W. Eugène, Modern Perspectives in Western Art History: An Anthology of Twentieth-Century Writings on the Visual Arts (Medieval Academy Reprints for Teaching), ISBN 0-8020-6708-5, 25, University of Toronto Press (publicado em 1989), pp. 227–270
- Mainstone, Rowland J. (2001). Developments in Structural Form 2 ed. Abingdon, England: Routledge. ISBN 978-0-7506-5451-7
- Melaragno, Michele G. (1991). An Introduction to Shell Structures: the Art and Science of Vaulting softcover ed. New York, New York: Van Nostrand Reinhold. ISBN 978-1-4757-0225-5
- O'Kane, Bernard (1995), Domes, Encyclopædia Iranica, consultado em 28 de novembro de 2010
- Peterson, Andrew (1996). The Dictionary of Islamic Architecture. Abingdon, England: Routledge. ISBN 0-203-20387-9
- Architectural Complex of Khodja Akhmed Yasawi, Republic of Kazakhstan National Commission for UNESCO, consultado em 16 de setembro de 2009
- Smith, Earl Baldwin (1950). The Dome: A Study in the History of Ideas. Princeton, NJ: Princeton University Press. ISBN 0-691-03875-9
- Spiers, R. Phené (1911), «Vault», in:  Chisholm, Hugh, The Encyclopædia Britannica: A Dictionary of Arts, Sciences, Literature, and General Information. Eleventh Edition., 27, Cambridge, England: University Press, pp. 956–961
- Stephenson, Davis; Hammond, Victoria; Davi, Keith F. (2005). Visions of Heaven: the Dome in European Architecture illustrated ed. Princeton, NJ: Princeton Architectural Press. ISBN 978-1-56898-549-7
- Stronach, David (1976). «On the Evolution of the Early Iranian Fire Temple». In:  Loicq, Jean; Duchesne-Guillemin, J. Acta Iranica, Encyclopédie Permanente des Études Iraniennes, Deuxième Serié, Volume XI. Belgium: Centre International d'Études Indo-iraniennes. pp. 605–628. ISBN 978-90-6831-002-3
- Swoboda, Karl M. (maio de 1961). «The Problem of the Iconography of Late Antique and Early Mediaeval Palaces». Berkeley, CA: University of California Press. Journal of the Society of Architectural Historians. 20 (2): 78-89. JSTOR 988105
- Tappin, Stuart (2003). «The Structural Development of Masonry Domes in India». In:  Huerta, S. Proceedings of the First International Congress on Construction History, Madrid, 20th-24th January 2003 (PDF). Madrid: I. Juan de Herrera. pp. 1941–1952. ISBN 84-9728-070-9. Arquivado do original (PDF) em 4 de outubro de 2013
- Lajo Pérez, Rosina (1990). Léxico de arte. Madrid - España: Akal. ISBN 978-84-460-0924-5